# Lam Sonthi (huyện)
Lam Sonthi (tiếng Thái: ลำสนธิ) là huyện (amphoe) cực đông của tỉnh Lopburi, miền trung Thái Lan.

## Lịch sử
Lam Sonthi được lập làm tiểu huyện (King Amphoe) ngày 1 tháng 4 năm 1989 thông qua việc tách 5 tambon từ huyện Chai Badan. Đơn vị này đã được nâng cấp thành huyện ngày 5 tháng 12 năm 1996. Tambon thứ 6 Khao Noi được lập năm 1994.

## Địa lý
Tên gọi Lam Sonthi xuất phát từ sông Sonthi bắt nguồn từ khu bảo tồn thiên hiên hoang dã Sap Langka ở tambon Kud Ta Phet phía bắc huyện.
Các huyện giáp ranh (từ phía bắc theo chiều kim đồng hồ) là Si Thep và Wichian Buri của tỉnh Phetchabun, Thep Sathit của Chaiyaphum Province, Thepharak, Dan Khun Thot và Sikhio của tỉnh Nakhon Ratchasima, Muak Lek của tỉnh Saraburi, Tha Luang và Chai Badan của tỉnh Lopburi.
Phía đông là biên giới do rặng núi Phang Hoei còn biên giới tây bắc là rặng Luak, cả hai đều thuộc dãy núi Phetchabun.

## Hành chính
Huyện này được chia thành 6 phó huyện (tambon), các đơn vị này lại được chia ra thành 48 làng (muban). Không có khu vực thành thị, có  4 Tổ chức hành chính tambon.
| \| STT \| Tên \| Tên Thái \| Số làng \| Dân số \| \| \| \| 1. \| Lam Sonthi \| ลำสนธิ \| 6 \| 3.121 \| \| \| \| 2. \| Sab Sombun \| ซับสมบูรณ์ \| 7 \| 3.457 \| \| \| \| 3. \| Nong Ri \| หนองรี \| 13 \| 7.816 \| \| \| \| 4. \| Kut Ta Phet \| กุดตาเพชร \| 11 \| 6.092 \| \| \| \| 5. \| Khao Ruak \| เขารวก \| 6 \| 2.313 \| \| \| \| 6. \| Khao Noi \| เขาน้อย \| 5 \| 3.096 \| \| \| | Map of tambon |          |         |        |  |  |
| STT | Tên           | Tên Thái | Số làng | Dân số |  |  |
| 1. | Lam Sonthi    | ลำสนธิ    | 6       | 3.121  |  |  |
| 2. | Sab Sombun    | ซับสมบูรณ์  | 7       | 3.457  |  |  |
| 3. | Nong Ri       | หนองรี    | 13      | 7.816  |  |  |
| 4. | Kut Ta Phet   | กุดตาเพชร | 11      | 6.092  |  |  |
| 5. | Khao Ruak     | เขารวก   | 6       | 2.313  |  |  |
| 6. | Khao Noi      | เขาน้อย   | 5       | 3.096  |  |  |